# 山田寒山

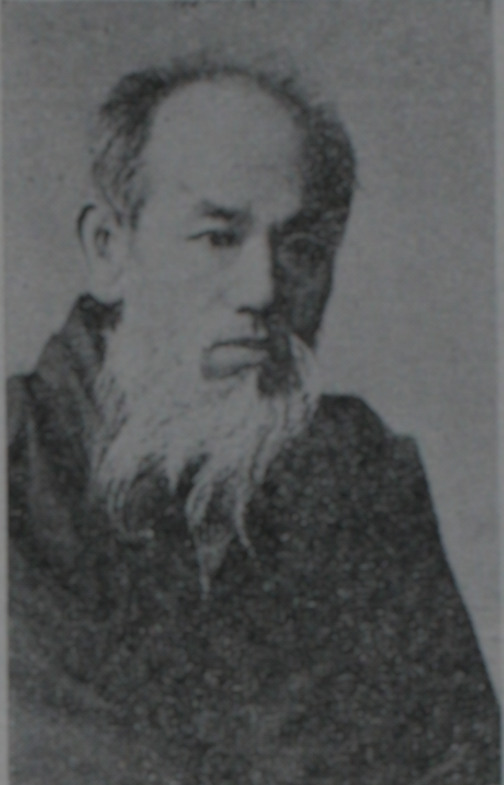
山田寒山

山田 寒山（やまだ かんざん、男性、安政3年7月3日（1856年8月3日） - 大正7年（1918年）12月26日）は、明治期の日本の篆刻家である。曹洞宗の僧侶であり詩書画にも堪能であった。
名は潤子、号が寒山。

## 略伝
尾張国愛知郡長久手村（現・愛知県長久手市）出身。曹洞宗の僧であったが、18歳の頃、小曽根乾堂に訪ねて篆刻について問い、24歳のときに福井端隠に入門し高芙蓉の流れを汲む古体派の篆刻を学ぶ。明治16年（1883年）に最明寺（熊野市二木島町）住持を任されるが、明治19年（1886年）には辞して大坂に出る。明治28年（1895年）に東京に移り住み芝瓢箪池畔に芝仙堂と名付けた庵を結ぶ。明治30年（1897年）に清国に渡り、呉昌碩と親しく交わりその門下となっている。
伊藤博文の自用印を受けてから知遇を得て交際を深めた。倭寇に奪われたという蘇州寒山寺の梵鐘を国内で捜索したが発見できず、新たな梵鐘を鋳造するときに博文にその銘文の撰定を依頼。その後寒山寺檀徒総代を託している。清国から帰朝した後、博文らの賛助を得て、大正4年（1915年）千葉県海上郡野尻村字長山（現在の銚子市長山町）に寒山寺別院を建設し住職となる。
明治40年（1907年）に河井荃廬をはじめ初世中村蘭台・五世浜村蔵六・岡本椿所らと丁未印社を結成。他にも益斎富鴻の『印章備正』の刊行、中村不折らと書会を催すなど活発に行動し、後進の育成や篆刻芸術の発展に尽力した。
篆刻家の木村竹香とは新潟の同郷で生涯の友として交際した。竹香の編集した著名な印譜『羅漢印譜』に寒山の傑作が収録されている。また竹香の次男正平を娘婿に迎え、篆刻業を継がせている。
その篆刻は豪放磊落な作風で知られ、高芙蓉の正統の流れを汲み、自らその五世と称した。
```
高芙蓉
 – 
源惟良
– 
小俣蠖庵
 - 
福井端隠
 – 
山田寒山
 - 
山田正平
```

篆刻には篆書以外にも隷書・楷書・行書・草書・大和古印体・仮名・梵字など自由闊達に用い、印材も多様で石印以外に鋳造印・陶印・木印などを製作している。また多芸多才であり、篆刻以外にも詩・書をよくし、画・陶芸に巧みだった。生涯を清貧に暮らした。
大正7年（1918年）12月26日、下谷区下谷町にて亡くなる。享年62歳。戒名は「自得院寒山想潤居士」といい、紀州最明寺に葬られた。なお、鎌倉円覚寺に分骨もされている。

## 著作
- 『羅漢印譜』木村竹香編
  - 『瓦礫放光』
  - 『金石結縁』
- 『日本印叢』